# Ojuunčimeg
Ojuunčimeg (mongolsky ᠣᠶᠤᠨᠴᠢᠮᠡᠭ, čínsky pchin-jinem Wūyúnqímùgé, znaky zjednodušené 乌云其木格; prosinec 1942 – 30. dubna 2024) byla čínská politička mongolské národnosti, místopředsedkyně stálého výboru Všečínského shromáždění lidových zástupců (parlamentu, 2003–2013), předsedkyně vlády Vnitřního Mongolska (2000–2003). Původně učitelka a novinářka, od konce 70. let přešla do regionálních městských a stranických úřadů v prefektuře Pao-tchou, od poloviny 80. let působila ve vedení svazu žen a KS Číny Vnitřního Mongolska. Byla členkou širšího vedení Komunistické strany Číny jako kandidátka (1992–2002) a členka (2002–2012) jejího ústředního výboru.

## Život
Ojuunčimeg se narodila prosince 1942 v provincii Ťin-čou v tehdejším Mandžukuu. Po střední škole studovala v letech 1960–1964 politickou ekonomii na stranické škole vnitromongolského oblastního výboru Komunistické strany Číny. Po absolvování školy vyučovala na škole městského výboru KS Číny v Pao-tchou, roku 1966 vstoupila do KS Číny. Od roku 1968 pracovala v Paotchouském deníku. V letech 1979–1984 působila v městských a stranických úřadech v Pao-tchou. Od roku 1984 čtyři roky vedla oblastní organizaci Všečínského svazu žen ve Vnitřním Mongolsku, potom řídila oddělení propagandy vnitromongolského oblastního výboru KS Číny. Na XIV. sjezdu KS Číny v říjnu 1992 byla zvolena kandidátkou ústředního výboru (znovuzvolena na sjezdu roku 1997). V letech 1994–2003 byla zástupkyní tajemníka vnitromongolského oblastního výboru KS Číny, přičemž od roku 2000 současně předsedala vládě Vnitřního Mongolska. Na XVI. sjezdu KS Číny v listopadu 2002 byla zvolena členkou ústředního výboru (znovuzvolena na sjezdu roku 2007).
V březnu 2003 byla zvolena místopředsedkyní stálého výboru Všečínského shromáždění lidových zástupců (parlamentu), v březnu 2008 byla potvrzena na další funkční období. Na XVIII. sjezdu KS Číny v listopadu 2012 odešla z ústředního výboru a v březnu 2013 odešla i z parlamentu na penzi.